# Cicciolina
Ilona Staller, dite « Cicciolina » ou « la Cicciolina », est une actrice de films pornographiques, chanteuse et femme politique italienne d'origine hongroise, née le 26 novembre 1951 à Budapest. À ses débuts, elle a aussi travaillé sous le nom Elena Mercury (également écrit Elena Mercuri, d'après son nom d'épouse d'alors).
Elle a notamment siégé cinq ans à la Chambre des députés (1987-1992).
Provocatrice « qui défraie la chronique dans des shows plus qu'osés, éternelle femme-enfant au sourire angélique ou obséquieux, [elle] veut libérer l’Italie des carcans de la bigoterie et du conservatisme, au nom de la liberté », ce qui lui vaut plusieurs procès et quelques condamnations pour outrage public à la pudeur.

## Biographie

### Débuts
Fille d'un fonctionnaire au ministère de l'Intérieur hongrois et d'une sage-femme, Staller Ilona Anna (ou plus tard, en italien, Elena Anna Staller) commence sa carrière de mannequin pour l'agence hongroise MTI en 1964. D'après ses mémoires, elle perd sa virginité à seize ans avec un étudiant africain. Elle déclare par ailleurs avoir fourni aux autorités hongroises des informations sur des diplomates américains à l'époque où elle travaillait comme serveuse dans un hôtel de luxe de Budapest à la fin des années 1960.
Avide d'aventures, Ilona Staller se marie en 1971 avec un client de son hôtel, Salvatore Mercuri, homme d'affaires calabrais de 25 ans son aîné. Le couple s'installe en Italie, à Milan, mais divorce rapidement. Ayant obtenu la naturalisation grâce à ce mariage, elle part pour Rome, où elle devient mannequin et actrice sous le pseudonyme d'Elena Mercury, mais elle ne parvient pas à percer. Ses prestations de stripteaseuse dans des nights-clubs ou de soubrette dans les émissions télévisuelles de divertissement ont seulement un succès local.

### Carrière érotique et pornographique

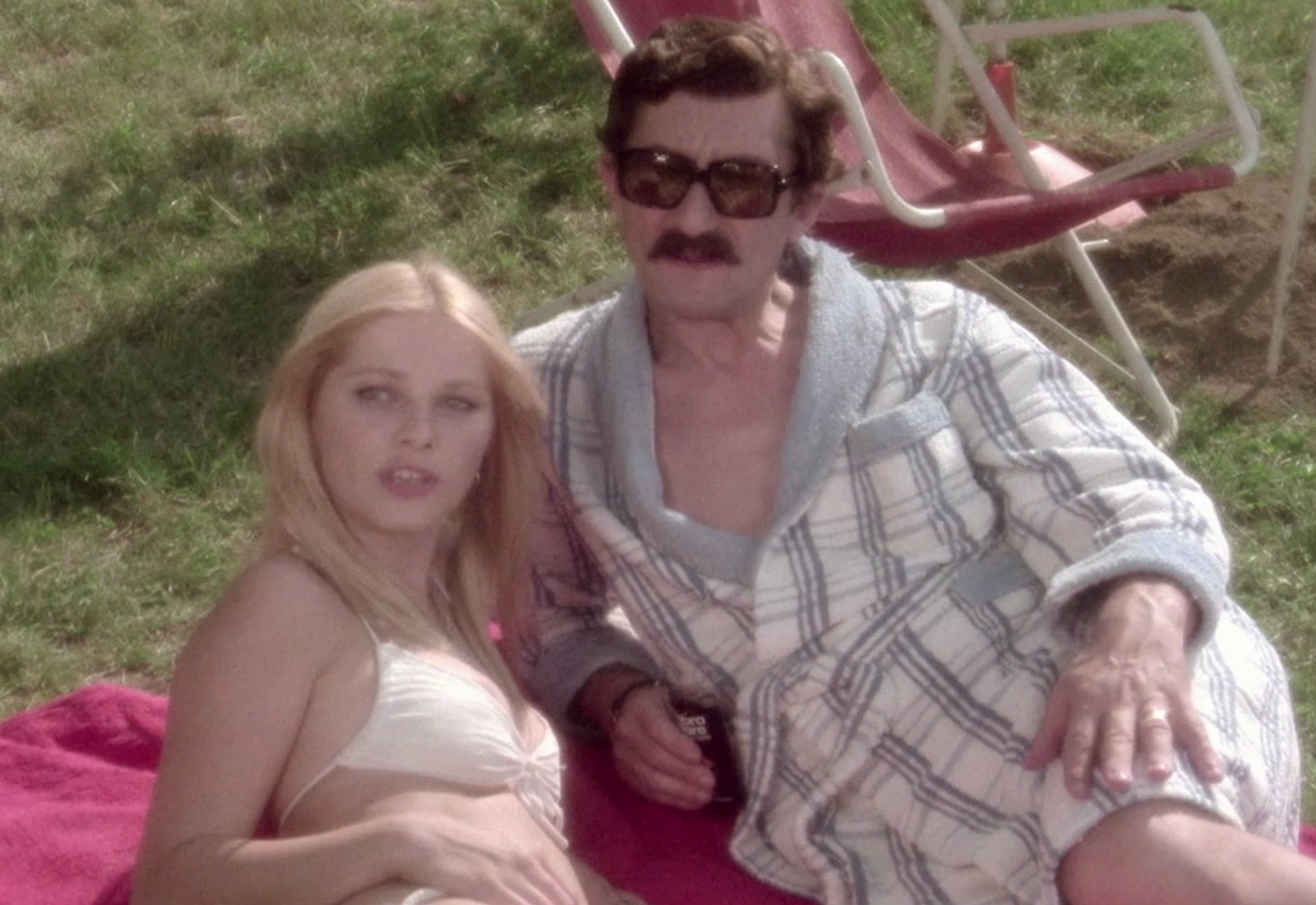
La Cicciolina et Gino Pagnani dans ' (1975).

La rencontre décisive qui fait décoller sa carrière a lieu le 22 mars 1973, lorsque Riccardo Schicchi, passionné de photographies érotiques, la repère au cours d'une séance photo. Il devient rapidement son compagnon et son manager. Il en fait un modèle érotique et lui façonne sa communication, ce qui vaut à Ilona Staller de se voir confier une émission de radio intitulée Voulez-vous coucher avec moi ? sur Radio Luna, où elle aborde pour la première fois en Italie la question de la sexualité. C'est d'ailleurs dans le cadre de cette émission qu'elle adopte le surnom de « Cicciolina » (terme italien intraduisible en français, signifiant à peu près « chérie-chérie »), qu'elle applique par exemple à ses fans (« Cicciolini ») ou son ours en peluche (« Cicciolino »). Pour maintenir l'intérêt du public, elle n'hésite pas, certains soirs, à se masturber en direct.
En 1975, Ilona Staller tente sa première expérience dans la comédie érotique italienne avec le film À nous les lycéennes, dans lequel elle interprète Monica, une camarade de classe lesbienne de Gloria Guida. En 1978, dans l'émission de la Rai C'era due Volte, elle apparaît seins nus en direct, ce qui constitue une première à la télévision italienne. D'abord actrice de second plan, elle se produit ensuite dans des films érotiques, puis pornographiques, sur l'instigation de son amant-manager Riccardo Schicchi. Elle devient alors une star mondiale de la pornographie.

### Carrière politique
En 1979, Ilona Staller est désignée candidate officielle du Lista del Sole, le premier parti vert en Italie. En 1983, le couple Schicchi-Cicciolina fonde Diva Futura (it) une agence d'actrices pornographiques. À l'hiver 1983, Ilona Staller entame son partenariat avec le magazine Le Ore, salué par de nombreux panneaux publicitaires (Le Ore, l'hebdomadaire qui brûle). En 1985, elle rejoint le Partito Radicale, faisant campagne contre l'énergie nucléaire, contre la famine dans le monde et pour les droits de l'homme.

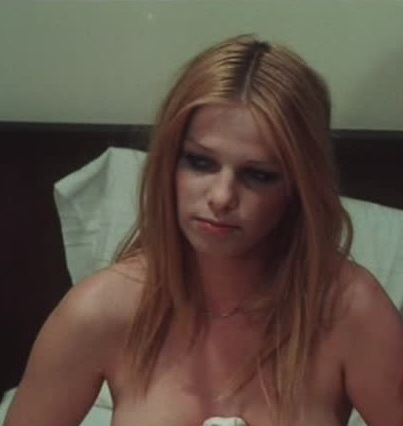
La Cicciolina dans L'ingenua (1975).

En 1987, le leader du Parti radical Marco Pannella, adepte de la politique spectacle, convainc Ilona Staller de participer aux campagnes électorales législatives en Italie, son pays d'adoption, sous son nom d'actrice « X », la « Cicciolina ». Finalement le 15 juin, contre toute attente, elle recueille 19 886 voix dans la circonscription du Latium à Rome et gagne un siège de députée au Parlement. Tout en prônant la libéralisation de la sexualité, elle se montre une opposante fervente au nucléaire et à la culture de la guerre. Cela n'empêche pas l'« Onorevole Cicciolina » (l'honorable Cicciolina) de continuer à tourner dans des films pour adultes. Le dernier auquel elle participe est tourné en 1989.

Au terme de son mandat parlementaire en 1991, Ilona Staller abandonne le cinéma et les shows pornographiques mais continue de vivre de ses provocations. En septembre 1990, lors des débats à l'ONU concernant le régime irakien de Saddam Hussein qui mènent peu après à la guerre du Golfe, la Cicciolina contribue aux débats pour la paix en offrant de coucher avec le dictateur irakien. Lors d'une interview, elle s'exprime en ces termes : 

« Je suis prête à faire l'amour avec Saddam Hussein afin de rétablir la paix au Moyen-Orient. »

 Elle a renouvelé, depuis, cette offre en octobre 2002 avant l'invasion américaine en Irak le 20 mars 2003.
En janvier 2002, Ilona Staller se renseigne sur les possibilités de se présenter en Hongrie, où elle est née, pour représenter Kőbánya, le district industriel de Budapest, au parlement hongrois. Cependant, elle ne réussit pas à collecter suffisamment de signatures en tant que candidate indépendante.
En 2012, Ilona Staller crée sa propre formation politique en Italie, le DNA Démocratie, Nature, Amour. En 2011, elle se présente aux élections municipales de Monza et échoue. En mai 2013, elle se présente aux élections municipales de Rome et échoue une nouvelle fois.

Ilona Staller continue ensuite d'être active en politique, se faisant l'avocate d'un avenir sûr, sans énergie nucléaire et avec liberté sexuelle totale, notamment en ce qui concerne le droit d'avoir des rapports sexuels en prison. Elle est contre toute forme de violence telle que la peine de mort et l'expérimentation scientifique sur les animaux. Elle s'est déclarée pour la dépénalisation des drogues, contre toute forme de censure, en faveur de l'enseignement de l'éducation sexuelle à l'école et pour des campagnes d'information objectives sur le sida. Elle a proposé une taxe automobile pour réduire les dommages de la pollution et subventionner des actions de défense de la nature. Elle prend sa retraite politique en septembre 2011 . Ilona Staller est également reconnue pour ses tendances exhibitionnistes. Lors d'un débat télévisé sur une chaîne italienne, elle a exhibé son sein gauche pour illustrer sa plate-forme politique, plutôt de gauche. Critiquée par les médias italiens pour cette indécence, elle a répliqué : 

« Ma poitrine n'a jamais blessé personne alors que la guerre contre Oussama ben Laden a causé plusieurs milliers de victimes dans le monde. »

### À la télévision

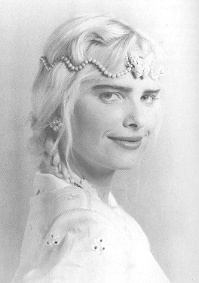
La Cicciolina en 1987.

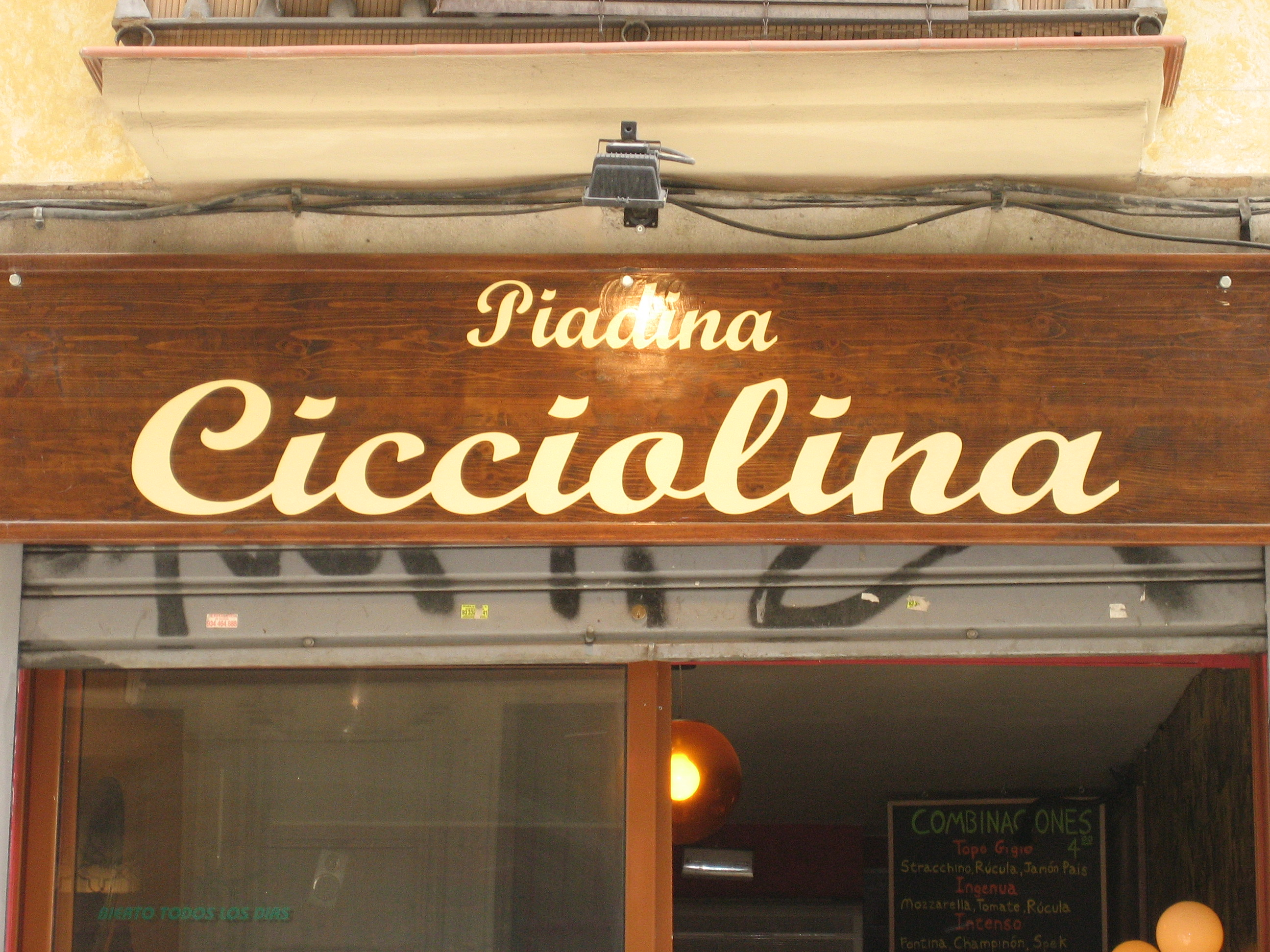
La popularité de la Cicciolina, un restaurant à Barcelone lui été dédié.

En 2005, elle participe à la deuxième saison de l'émission anglaise The Farm, l'équivalent de La Ferme Célébrités. Elle sera la première éliminée. Parmi les autres célébrités il y a notamment l'ancien acteur pornographique Ron Jeremy.
En 2008, Ilona Staller participe à la cinquième saison de Bailando por un Sueño (en), la version argentine de Dancing with the Stars. Blessée, elle abandonne dès la première émission.
En 2022, elle est candidate de la seizième saison de L'isola dei famosi.

### Polémiques
En 2017 Ilona Staller entame une procédure contre Google visant à supprimer des liens renvoyant son nom vers des vidéos zoophiles. Depuis le film Cicciolina number one paru en 1986, dans lequel une actrice ressemblant à la Cicciolina simule un rapport sexuel avec un cheval, la rumeur la désigne comme zoophile, ce qu’elle dément formellement.

### Vie privée
Le 1er juin 1991, Ilona Staller se marie à Budapest avec le sculpteur américain Jeff Koons. Ce dernier produit alors des sculptures et peintures d'Ilona et de lui-même faisant l'amour qu'il présente comme Made in Heaven (« fait au paradis »). Leur mariage dure un an. Leur fils, Ludwig, naît en octobre 1992, peu de temps après leur séparation. Ilona Staller quitte alors les États-Unis avec son fils mais une longue bataille juridique pour la garde de l'enfant se poursuit. En 1994, à la suite de la naissance de Ludwig, la Cicciolina se fait refaire les seins. En 1998, Jeff Koons obtient la garde de Ludwig mais l'enfant reste en Italie avec sa mère.
À partir de 2008, Ilona Staller est en couple avec un avocat de 35 ans, Luca Di Carlo.
Ilona Staller touche une retraite d'ex-députée de 2 345 euros par mois.

## Filmographie

### Réalisatrice
- 1989 : Diva Futura - L'avventura dell'amore (it), coréalisé avec Arduino Sacco (it)

### Actrice

#### Cinéma traditionnel
- 1970 : Incontro d'amore a Bali de Ugo Liberatore et Paolo Heusch
- 1972 : Cinq Femmes pour l'assassin (5 donne per l'assassino) de Stelvio Massi
- 1974 : Un homme, une ville (Un uomo, una città) de Romolo Guerrieri
- 1975 : À nous les lycéennes (La liceale) de Michele Massimo Tarantini
- 1975 : Il cav. Costante Nicosia demoniaco ovvero: Dracula in Brianza de Lucio Fulci
- 1975 : ...a tutte le auto della polizia... de Mario Caiano
- 1975 : Storie di vita e malavita de Carlo Lizzani
- 1975 : Perverse jeunesse (it) (Amore mio spogliati... che poi ti spiego!) de Fabio Pittorru (it) et Renzo Ragazzi (it)
- 1975 : L'ingenua de Gianfranco Baldanello
- 1975 : La supplente (it) de Guido Leoni
- 1976 : Vices privés, vertus publiques (Vizi privati, pubbliche virtù) de Miklós Jancsó
- 1976 : Cœur de chien (Cuore di cane) d'Alberto Lattuada
- 1976 : Inhibition (it) de Paolo Poeti (it) (sous le nom de « Paul Price »)
- 1976 : I prosseneti de Brunello Rondi
- 1976 : Bestialité (Bestialità) de Peter Skerl (it)
- 1977 : L'Éveil des sens d'Emy Wong (it) (Il mondo dei sensi di Emy Wong) de Bitto Albertini
- 1978 : Chevauchées perverses (it) (Voglia di donna) de Franco Bottari
- 1979 : Anita la vicieuse (Dedicato al mare Egeo) de Masuo Ikeda
- 1979 : John's fever, ce soir on s'éclate (John Travolto... da un insolito destino) de Neri Parenti
- 1979 : Cicciolina amore mio (it) d'Amasi Damiani, Bruno Mattei et Riccardo Schicchi
- 1979 : Senza buccia (it) de Marcello Aliprandi
- 1994 : Replikator de Philip Jackson
- 2016 : Porno e libertà (it), film documentaire de Carmine Amoroso

#### Cinéma pornographique
- 1983 : La conchiglia dei desideri de Riccardo Schicchi
- 1984 : Porno Poker (it) de Riccardo Schicchi
- 1984 : Cicciolina il giorno dopo - Orgia nucleare de Riccardo Schicchi[c]
- 1986 : Telefono rosso (it) de Riccardo Schicchi
- 1986 : Banane al cioccolato (it) de Riccardo Schicchi
- 1986 : Cicciolina number one (it) de Riccardo Schicchi
- 1986 : I racconti sensuali di Cicciolina (it) de Riccardo Schicchi
- 1987 : Carne bollente (it) de Riccardo Schicchi
- 1987 : Moana e... le altre regine de Lorenzo Onorati (sous le nom de « Lawrence Webber »)
- 1988 : La bottega del piacere de Arduino Sacco (it) (sous le nom de « Hard Sac »)
- 1988 : Backdoor Summer de Mario Bianchi (sous le nom de « Jim Reynolds »)
- 1988 : Telefono rosso number 2 de Riccardo Schicchi
- 1989 : Backdoor Summer II de Mario Bianchi (sous le nom de « Jim Reynolds »)
- 1990 : Supervogliose di maschi (Palm Springs Week-end) de Mario Bianchi (sous le nom de « Jim Reynolds »)
- 1990 : Vogliose ed insaziabili per stalloni superdotati (Back Fire) de Mario Bianchi (sous le nom de « Gregory J. Schell »)[d]
- 1990 : Cicciolina e Moana "Mondiali" (it) (Sexy Mundial '90) de Mario Bianchi (sous le nom de « Jim Reynolds »)[e]
- 1990 : Le donne di Mandingo (it) de Mario Bianchi (sous le nom de « Jim Reynolds »)
- 1990 : Amori particolari transessuali de Mario Bianchi (sous le nom de « Hans Ruiz »)
- 1990 : All'onorevole piacciono gli stalloni de Mario Bianchi (sous le nom de « Jim Reynolds »)
- 1990 : Tutte le provocazioni di Moana de Arduino Sacco (it) (sous le nom de « Hard Sac »)
- 1991 : Carcere amori bestiali de Mario Bianchi (sous le nom de « Martin White »)
- 1991 : Le perversioni degli angeli de Riccardo Schicchi
- 1992 : Luna park dell'amore de Riccardo Schicchi
- 1992 : Ore 9 scuola a tutto sesso - Goduria sfrenata de Mario Bianchi (sous le nom de « Martin White »)[f]
- 1993 : Passione indecente de Riccardo Schicchi[g]

#### Télévision
- Xica da Silva, (tv) 1996
- The Farm, (version anglaise de La Ferme Célébrités) 2004
- Bailando por un sueño, (version argentine de Danse avec les stars) 2008

## Discographie

### Albums
- 1979 : Ilona Staller (RCA Italiana, PL 31442, LP, CD)
- 1987 : Muscolo rosso (BOY RECORDS)
- 2000 : Ilona Staller (Sequel Records/Castle Music, NEMCD398, CD)

### Singles
- 1976 : Voulez vous coucher avec moi ? (Nuovo Playore 1º Radio Rete 4 D.R., 7")
- 1979 : I was made for dancing /Più su sempre più su (RCA Italiana PB 6323, 7")
- 1979 : I was made for dancing (extended vers.) / Save the last dance for me (RCA, PD 6327, 12"[h])
- 1979 : Cavallina Cavallo / Più su sempre più su (RCA, SS 3205, 7")
- 1980 : Buone Vacanze / Ti amo uomo (RCA Italiana, BB 6449, 7")
- 1981 : Ska Skatenati / Disco Smack (Lupus, LUN 4917, 7")
- 1984 : Dolce Cappuccino / Baby Love
- 1987 : Muscolo Rosso / Avec toi (SFC 17117-7, 7")
- 1987 : Muscolo Rosso / Russians (BOY-028-PRO, 7")
- 1987 : Muscolo Rosso / Russians (BOY-028, 12")
- 1989 : San Francisco Dance / Living in my Paradise / My Sexy Shop (Acv 5472, 12")

### Collaborations
- 1979 : Dedicato al Mar Egeo, LP, bande-son d'Ennio Morricone
- 1979 : Aquarium sounds, LP d'un programme télévisé italien ; elle chante sur la chanson Elena Tip
- 1988 : Erotic Dreams Band Sonhos Eròticos (All Disc, 00.101.009, LP, 00.107.009, MC)
- 1994 : Erotic Dreams Band Sonhos Eròticos (ALL DISC, RQ 032, CD)